# Повстання зловісних мерців
«Повстання зловісних мерців» (англ. Evil Dead Rise) — американський надприродний фільм жахів 2023 року від режисера та сценариста Лі Кроніна. Це п'ята частина серії фільмів «Зловісні мерці». Лілі Салліван і Алісса Сазерленд виконали ролі двох відчужених сестер, які намагаються вижити і врятувати свою сім'ю від мерців. У ролях другого плану з'явились Морган Дейвіс, Габріель Еколс і Нелл Фішер (її дебютна картина).
Розробці фільму передувало скасування планів на сиквели до «Зловісних мерців» (2013) і «Армії темряви» (1992), а також четвертого сезону «Еш проти зловісних мерців» (2015—2018). У жовтні 2019 року Сем Реймі оголосив, що в розробці перебуває новий фільм, продюсером якого виступить Роб Таперт, виконавчими продюсерами Реймі та Брюс Кемпбелл, а сценаристом і режисером Лі Кронін. Виробничою компанією була заявлена New Line Cinema (дистриб'ютор першого фільму). Основні зйомки проходили в Новій Зеландії з червня по жовтень 2021 року. Спершу прем'єра фільму мала відбутись на потоковому сервісі HBO Max, але після успішних передпоказів дистриб'ютор Warner Bros. Pictures вирішив випустити картину в кінотеатрах.
Прем'єра фільму відбулася на фестивалі South by Southwest 15 березня 2023 року, покази в кінотеатрах США розпочались 21 квітня 2023 року. Картина отримала загалом позитивні відгуки критиків і зібрала понад 146 млн доларів у всьому світі з бюджетом 19 млн доларів, що зробило її найкасовішим фільмом серії.

## Сюжет
Кузини Тереза та Джессіка, а також хлопець Джессіки Калеб, відпочивають у будиночку на березі озера. Коли Тереза входить до кімнати, де спить Джессіка, та виявляється одержима злою силою, зриває скальп із Терези та обезголовлює Калеба. Скривавлена Тереза дивиться як Джессіка зависає в повітрі.
За день майстриня з ремонту гітар Бет відвідує свою сестру Еллі, тату-майстриню в Лос-Анджелесі. Еллі матір-одиначка, що виховує підлітків Денні та Бріджит, та малу Кессі. Стається землетрус, який відкриває в підвалі приховану кімнату. Денні знаходить всередині старі речі та дивну книгу, яку вирішує продати й допомогти грошима Еллі. Він раниться об зуби на краях книги і кров пробуджує сховану всередині силу, розкриваючи обкладинку. Денні ігнорує побоювання Бріджит і читає книгу. З грамофонних платівок, які були поруч, стає відомо, що книга належала священнику, який 100 років тому вивчав закляття для виклику демонічних сутностей, дедайтів. На останній платівці звучить закляття, що викликає дедайта, який вселяється в Еллі.
Еллі повертається до квартири в трансі, погрожує своїй родині, та б'ється в конвульсіях, благаючи Бет захистити своїх дітей. Сусіди Еллі кладуть її в ванну з льодом і шукають допомогу. Але через землетрус сходи обвалилися, ліфт пошкоджений, і вони не можуть дістатися до пожежної драбини. Еллі нападає на родину, поранивши Бет та Бріджит. Далі вона вбиває двох сусідів, викусивши одному око та закинувши його в горло другому. Бет та діти замикають Еллі в сусідній квартирі.
Денні зізнається Бет, що знайшоа магічну книгу. Еллі, читаючи казку, обманом змушує Кессі відімкнути двері, і нападає на дівчинку. Поки Денні та Бет намагаються врятувати Кессі та знову замикають Еллі, Бріджит стає одержимою через отриману раніше рану. Бріджит починає стікати чорною рідиною та їсть скло. Потім Бріджит нападає на Бет із терткою, але оговтується і просить допомоги в Денні та Кессі. Вони ненавмисно пронизують її голову зламаною ручкою від мітли.
Бет слухає запис на платівці, щоб зрозуміти, як вигнати дедайтів. Але дізнається, що священик зазнав невдачі, і всі його союзники стали одержимі, і лише повне знищення їхніх тіл зупинило дедайтів. Бріджит оживає та смертельно ранить Денні, який встигає підпалити Бріджит. Еллі проникає в квартиру, використовуючи вентиляційні тунелі. Зрозумівши, що Бет вагітна, Еллі намагається вирвати з неї плід, але Бет і Кессі вдається знешкодити її ножицями. Еллі не піддається на маніпуляції Кессі вдруге, прийнявши, що її матері вже немає.
Денні та тіла вбитих сусідів стають одержимі, що змушує Бет і Кессі сховатися в пошкодженому ліфті. Еллі, Бріджит і Денні потім зливаються в багатоногу істоту Мародера. Чудовисько залазить на ліфт згори, і заливає його кров'ю. Спільна вага призводить до того, що ліфт падає на перший поверх, дозволяючи Бет і Кессі втекти на парковку. Мародер захоплює Кессі та намагається обезголовити її бензопилою, але Бет повертається та відволікає її, і вони з Кессі знищують тіло Мародера, заштовхуючи його в подрібнювач деревини. Відрубана голова Еллі глузує з Бет, що спонукає її копнути голову глибше. Бет та Кессі разом тікають з будівлі.
Наступного ранку Джессіка йде на ту саму парковку, щоб вирушити у відпустку, але помічає калюжу крові. На неї нападає невидимий злий дух.

## Акторський склад
- Лілі Салліван — Бет[3]
- Алісса Сазерленд — Еллі[3]
- Морган Дейвіс — Денні[3]
- Габріель Еколс — Бріджит[3]
- Нелл Фішер — Кессі[3]
- Ной Пол — Брюс
- Річард Краучлі — Калеб[4]
- Мірабай Піз — Тереза[4]
- Анна-Марі Томас — Джессіка[4]
- Джейден Деніелс — Габріель[5]
- Біллі Рейнольдс-МакКарті — Джейк[5]
- Тай Вано — Скотт[5]
- Марк Мітчинсон — містер Фонда[6]

## Сприйняття

### Касові збори
Фільм зібрав 67,2 мільйона доларів у Сполучених Штатах і Канаді та 79,5 мільйона доларів на інших територіях, що загалом склало 146,7 мільйона доларів у всьому світі.

### Відгуки
На агрегаторі рецензій Rotten Tomatoes 228 схвальних відгуки забезпечили фільму 84 % рейтингу з середньою оцінкою 7.6/10. На сайті Metacritic картина зібрала 38 відгуків критиків, які оцінили її на 69 зі 100, що забезпечило фільму категорію «загалом схвальні відгуки». Опитування аудиторії сайту CinemaScore показало підсумкову оцінку «B» за шкалою від A+ до F, а користувачі сайту PostTrak дали картині 71 % позитивних відгуків, 57 % опитаних вказали, що точно рекомендують фільм.